# Francisco Javier León y Chiriboga

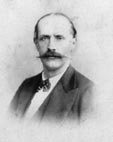
Francisco Javier León

Francisco Javier León y Chiriboga (1832 - 1880) was een Ecuadoraans politicus. Na de moord op Gabriel García Moreno (6 augustus 1875) was hij van 6 augustus tot 6 oktober 1875 waarnemend president van Ecuador.
Naast het interim-presidentschap bekleedde hij van 1870 tot 1875 het ministerschap van Buitenlandse Zaken.
Francisco Javier León y Chiriboga was lid van de Partido Conservador Ecuatoriano (PCE, Conservatieve Partij van Ecuador).